# Pałkowiak plamisty

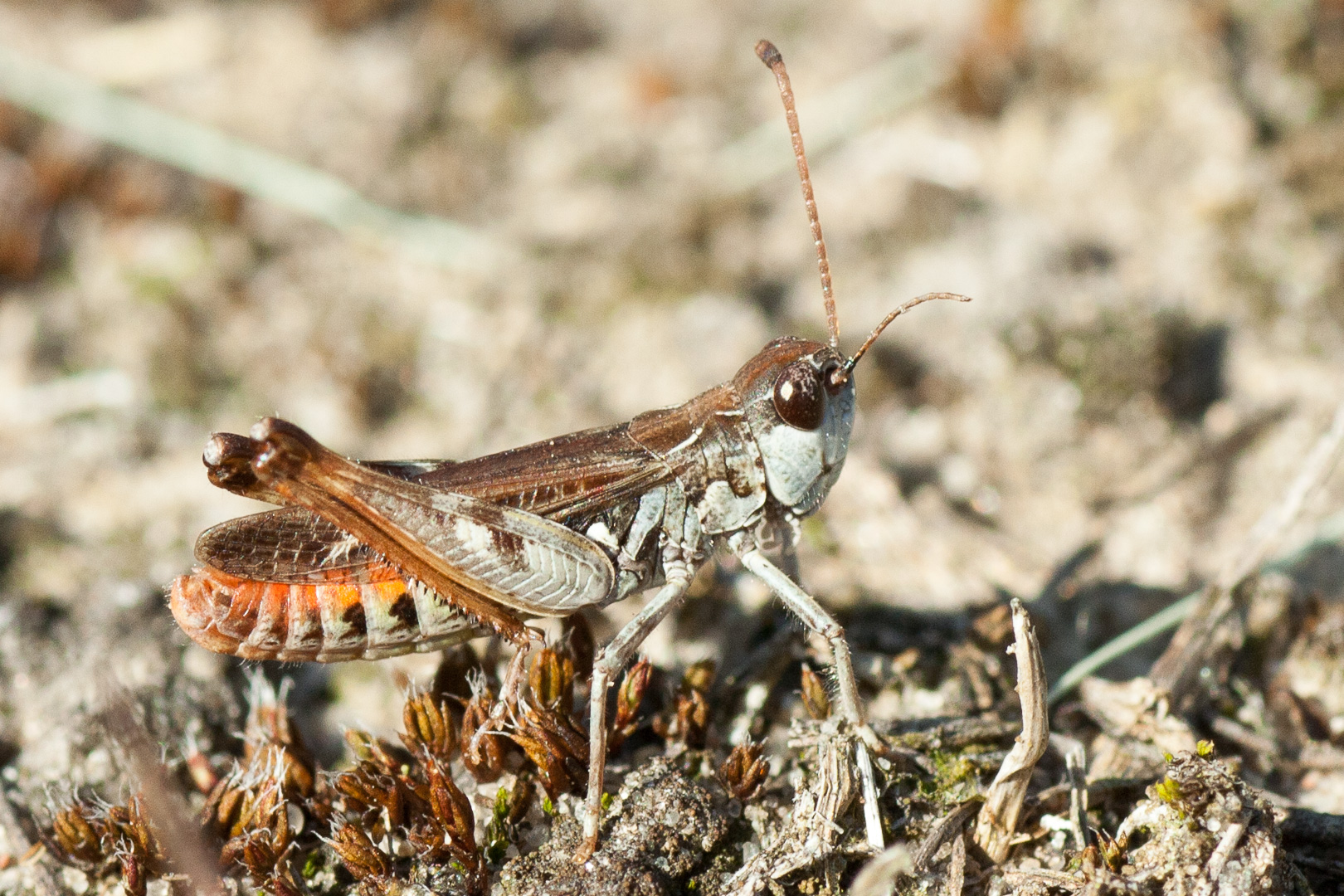
Samiec z bulawkowato zakończonymi czułkami. Kampinoski Park Narodowy, Truskaw.

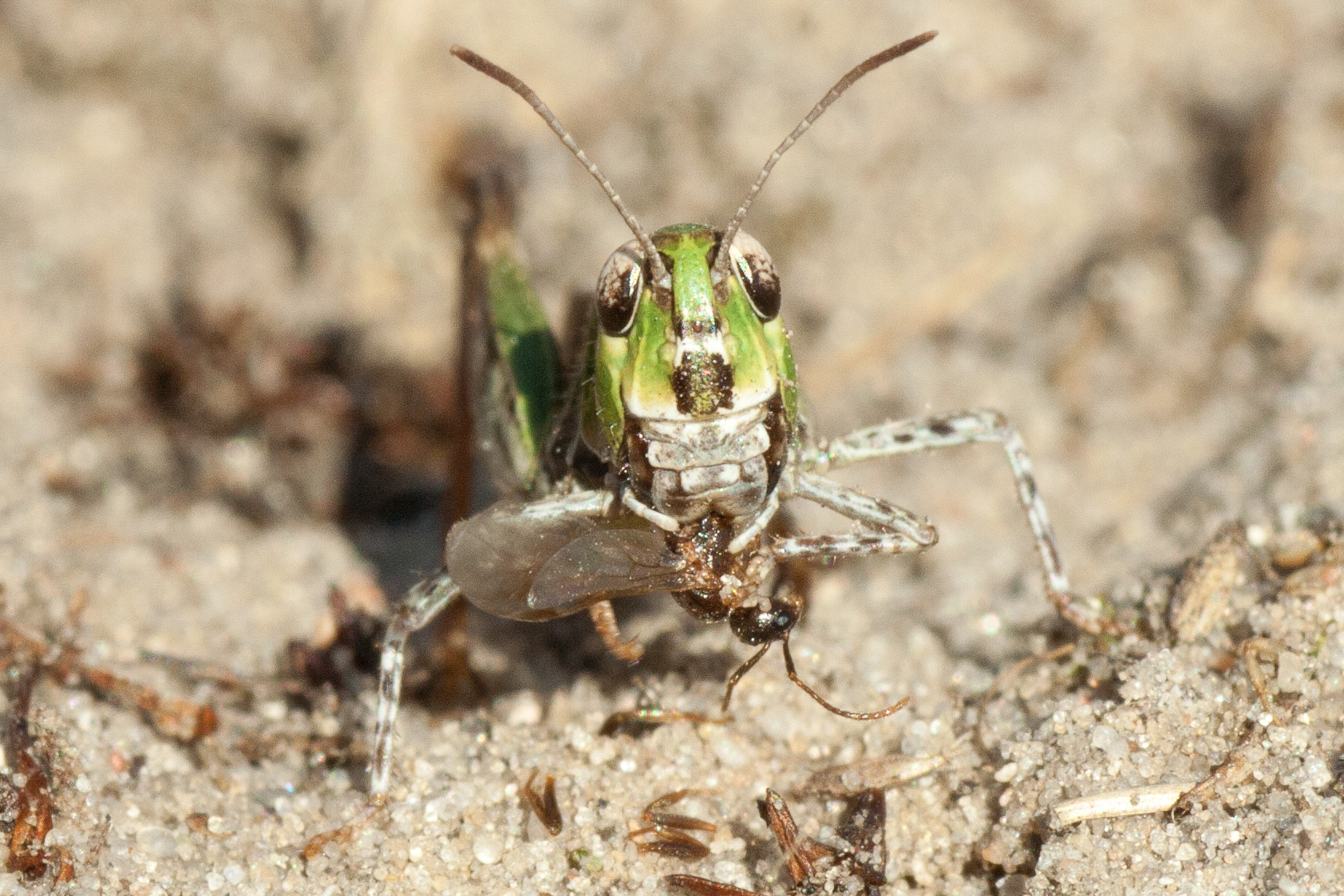
Samica spożywająca martwego owada z rzędu błonkoskrzydłych. Kampinoski Park Narodowy, Truskaw.

Pałkowiak plamisty (Myrmeleotettix maculatus) – euroazjatycki gatunek owada prostoskrzydłego z rodziny szarańczowatych (Acrididae), w języku polskim określany jako pałkowiak plamisty lub pałkowiak pstry. W Polsce jest gatunkiem szeroko rozprzestrzenionym, związanym z siedliskami piaszczystymi i kamienistymi. Nie wykazano go jedynie z Kotliny Nowotarskiej i Tatr.